# Novoberezanski
Novoberezanski (del ruso: Новоберезанский) es un posiólok del raión de Korenovsk del krai de Krasnodar, en Rusia. Está situado en las tierras bajas de Kubán-Azov, al sur del curso del río Beisug, 25 km al norte de Korenovsk y 83 km al nordeste de Krasnodar, la capital del krai.  Tenía 2 532 habitantes en 2010
Es cabeza del municipio Novoberezanskoye, al que pertenecen asimismo Peschani, Komsomolski, Bratski, Razdolni, Privolni, Proletarski y Anapski. El conjunto del municipio contaba con 6 883 habitantes en 2008.

## Historia
Su origen está relacionado con la división del gran sovjós Tijoretskoye en dos partes en 1932. Novoberezanski surgió como poblado para los trabajadores. El municipio de Anapski le fue agregado en 1957.